# Wolfgang Kaiser (Rechtswissenschaftler)
Wolfgang Kaiser (* 6. November 1963 in Freising) ist ein deutscher Rechtswissenschaftler, Rechtshistoriker und Hochschullehrer.

## Leben
Kaiser legte 1983 das Abitur am Dom-Gymnasium Freising ab. Er studierte Rechtswissenschaften an der Ludwig-Maximilians-Universität München und besuchte Vorlesungen und Seminare zur Alten Geschichte und Klassischen Archäologie. 1994 legte er das Zweite juristische Staatsexamen ab.
1996 wurde er in München zum Dr. iur. promoviert. Er war als Wissenschaftlicher Assistent tätig und hatte bis 2001 Lehraufträge an der Universität Bayreuth. 2001 habilitierte er sich an der Juristischen Fakultät der Ludwig-Maximilians-Universität. Von 2002 bis 2005 lehrte er an der Eberhard Karls Universität Tübingen; seit April 2005 an der Albert-Ludwigs-Universität Freiburg. Seit 2008 ist er ordentliches Mitglied der Heidelberger Akademie der Wissenschaften. 2007 wurde ihm der Wissenschaftspreis Premio romanistico internazionale Gérard Boulvert verliehen.
Seine Forschungsschwerpunkte sind bürgerliches Recht, römisches Recht, Geschichte des Kirchenrechts und neuere Privatrechtsgeschichte.

## Schriften
- Die Epitome Iuliani. Beiträge zum römischen Recht im frühen Mittelalter und zum byzantinischen Rechtsunterricht (= Studien zur Europäischen Rechtsgeschichte. Band 175). Zugleich: Dissertation Universität München 1996/97. Klostermann, Frankfurt am Main 2004, ISBN 3-465-03297-7.
- Authentizität und Geltung spätantiker Kaisergesetze. Studien zu den Sacra privilegia concilii Vizaceni (= Münchener Beiträge zur Papyrusforschung und antiken Rechtsgeschichte. Heft 96). Beck, München 2007, ISBN 978-3-406-55121-5.